# 石闸站
石闸站是昆明地铁5号线的地铁车站，位于中华人民共和国云南省昆明市盘龙区白龙路与白云路交叉口，于2022年6月29日开通。

## 车站结构
石闸站位于白龙路与白云路交叉口，沿白龙路设置，呈东西走向，为地下两层岛式站台车站，车站长190米，标准段宽19.9米，车站地下一层为站厅层，地下二层为站台层，站台设置全高站台门。
| 地面              | 出入口 | A、B、C、D出入口                                                                                        |
| 地下一层          | 站厅   | 客服中心、自动售票机、验票机                                                                            |
| 地下二层          | 站台   | \| \| \| █ 5号线往宝丰（穿金路） \| \| 島式 · 開左邊车门 \| \| \| \| \| \| █ 5号线往世博园（白龙寺） \| |
|                   |        | █ 5号线往宝丰（穿金路）                                                                                 |
| 島式 · 開左邊车门 |        | |
|                   |        | █ 5号线往世博园（白龙寺）                                                                               |

## 出入口
石闸站共有4个出入口，近C出入口设地下连通道连通新迎新城购物中心，各出口及周围设施如下所示：
| 编号                  | 地点           | 建议前往的目的地                                                                                                   | 照片 |
| --------------------- | -------------- | --- | ---- |
| 出口 · A              | 白龙路、白云路 | 白云社区居委会、枫蓝国际、景星花园                                                                                 |      |
| 出口 · B · 升降机标志 | 白云路、新发巷 | 憬悦酒店、云南省滇检食品质量检验研究所、云南省石油化工锅炉压力容器检测中心站、昆明市盘龙区新迎第三小学、新迎派出所 |      |
| 出口 · C              | 白龙路、新裕巷 | 新迎中心 |      |
| 出口 · D              | 白云路、新华巷 | 云南省交通警察培训中心                                                                                             |      |
| 註： 設有             |                | |      |

## 接驳交通

### 公交车
- 白龙路口(白云路)：55路，67路，114路，254路，Z5路
- 昆明德韩口腔医院(石闸立交桥)：22路，47路，55路，69路，70路，72路，75路，132路，235路，254路，A1路，Z5路

## 车站历史
本站建设时期工程名为白云路站，开通前确定以石闸站作为车站正式名称。
- 2019年10月14日，车站主体结构封顶[2]。
- 2022年6月29日，车站随5号线通车开通[1]。
- 2025年1月22日，车站A出入口开通[4]。